# Йохан I фон Роденщайн
Йохан I фон Роденщайн/ Йохан I фон Крумбах (на немски: Johann I von Rodenstein; Johann I von Crumbach; * 9 октомври 1369; † 3 септември 1400) е благородник от род Роденщайн в Южен Хесен и Оденвалд.

## Биография
Той е син на Хайнрих фон Крумбах (* пр. 1346; † сл. 1369) и съпругата му Агнес фон Лисберг. Внук е на Конрад I фон Крумбах († сл. 1333) и съпругата му фон Франкенщайн. Правнук е на Херман I фон Роденщайн († сл. 1307). Потомък е на Рудолф фон Крумбах († сл. 1245), синът на Хенрикус де Крумбах († пр. 1219).
Главната му резиденция е замък Роденщайн, построен през средата на 13 век. През 1396 г. Йохан I фон Роденщайн получва замък Лисберг. През 1415 г. графовете Йохан II фон Цигенхайн и брат му Готфрид IX фон Цигенхайн с битка превземат замъка и след три години (1418) продават половината от замъка на ландграф Лудвиг фон Хесен.
Йохан I фон Роденщайн умира на 30 години на 3 септември 1400 г. Фамилията му измира през 1671 г.

## Фамилия
Йохан I фон Роденщайн се жени 1388 г. за Маргарета „Млада“ фон Кефернбург († ок. 1398), дъщеря на граф Гюнтер XII фон Кефернбург († 1368/1371) и Лорета фон Епщайн († 1351/1353). Те имат две деца:
- Херман III фон Роденщайн (* ок. 1389; † 1435), господар на Лисберг, женен ок. 1419 г. за Метце фон Айзенбах (* ок. 1398)
- Маргарета фон Крумбах († 1425/1433), омъжена за Хайнрих фон Вайлнау († ок. 1420)